# Bethenhausen

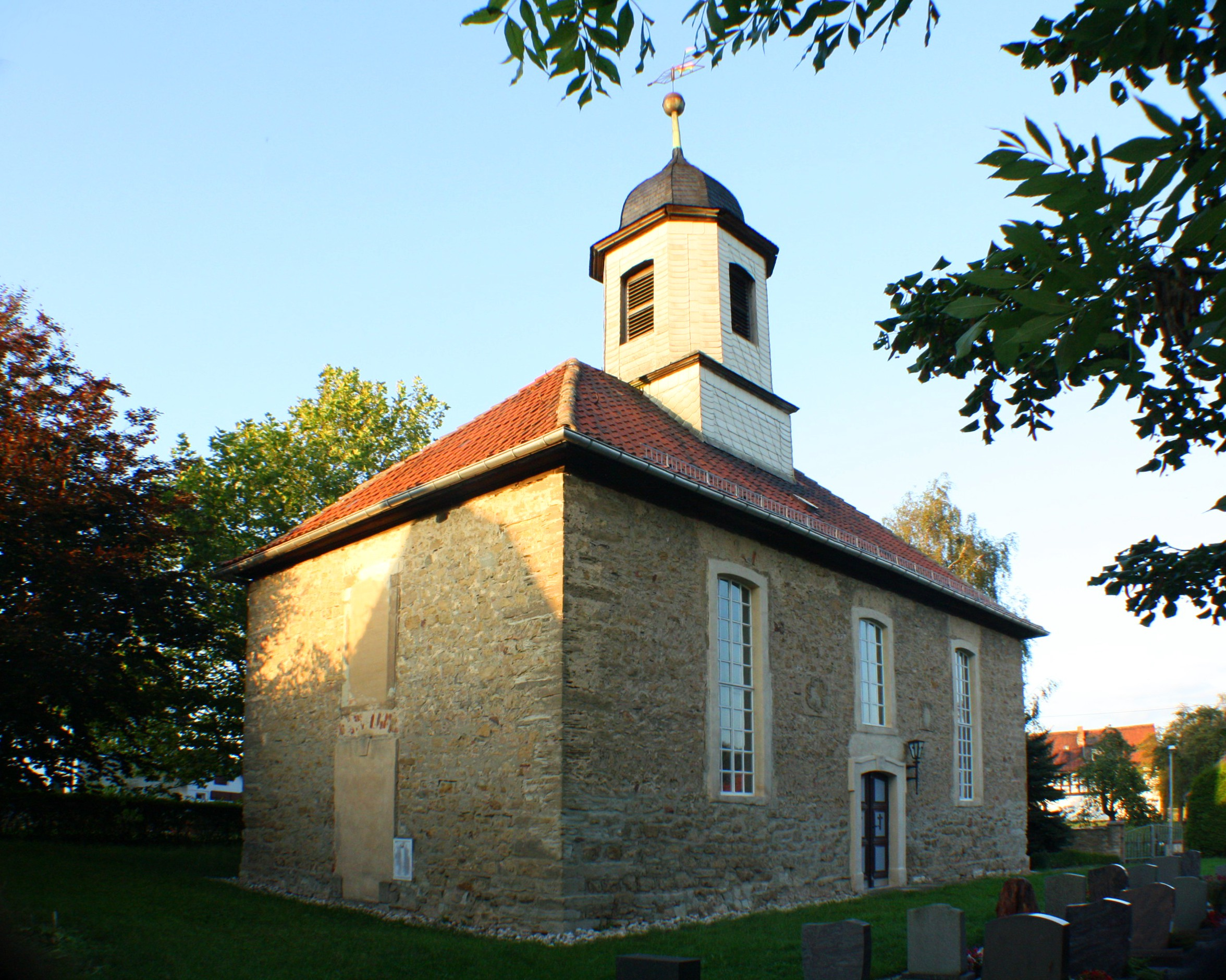
Bethenhausener Kirche

Bethenhausen ist eine Gemeinde im thüringischen Landkreis Greiz. Sie gehört zur Verwaltungsgemeinschaft Am Brahmetal.

## Geographie

### Nachbargemeinden
Angrenzende Gemeinden sind Brahmenau, Großenstein, Hirschfeld, Pölzig und Reichstädt im Landkreis Greiz.

### Gemeindegliederung
Zu Bethenhausen gehört der Ortsteil Caasen.

## Geschichte
Der Ort wurde 1364 als „Bettenhusen“ erstmals urkundlich erwähnt.
Am 1. Oktober 1922 wurden der altenburgische und der reußische Anteil der Gemeinde vereinigt.

### Rittergut Bethenhausen
Das Rittergut Bethenhausen war ein landtagsfähiges Rittergut. Mit dem Besitz des Rittergutes verbunden war die Patrimonialgerichtsbarkeit in Form der Ober- und Erbgerichtsbarkeit über einen Teil des Dorfes Bethenhausen. Die Obergerichtsbarkeit wurde 1838 an den Staat abgetreten, die niedere Gerichtsbarkeit am 1. Januar 1855 aufgehoben. Es war seit 1661 mit dem Rittergut Reichstädt verbunden.
Inhaber des Rittergutes waren die von  Schönberg, seit 1710/17 die Familie von Weißenbach, seit 1751 Marschall von Bieberstein, seit 1770 von Schauroth und seit 1787 von Beust.

### Kirche
- St. Peter und Paul (Bethenhausen)

### Einwohnerentwicklung
Entwicklung der Einwohnerzahl (Stichtag: 31. Dezember):
| - 1994: 266 - 1995: 270 - 1996: 267 - 1997: 270 - 1998: 265 - 1999: 266 | - 2000: 269 - 2001: 268 - 2002: 276 - 2003: 273 - 2004: 275 - 2005: 268 | - 2006: 264 - 2007: 267 - 2008: 260 - 2009: 266 - 2010: 262 - 2011: 249 | - 2012: 245 - 2013: 249 - 2014: 242 - 2015: 236 - 2016: 231 - 2017: 232 | - 2018: 230 - 2019: 222 - 2020: 227 - 2021: 227 - 2022: 220 - 2023: 220 |

Datenquelle: Thüringer Landesamt für Statistik.

## Politik

### Wappen
Blasonierung: „In Gold eine gezinnte rote Spitze, die mit zwei betenden goldenen Händen belegt ist und von je einem grünen Lindenblatt beseitet wird.“

### Gemeinderat
Der Gemeinderat wurde bei der Kommunalwahl am 25. Mai 2014 in einer Mehrheitswahl bestimmt. Die Wahlbeteiligung lag bei 67,8 % (+13,2 %p).

### Bürgermeister
Am 14. September 2014 wurde Lothar Dietzmann mit 94,9 % der abgegebenen Stimmen (130 von 137) wiedergewählt. Er gehört der Wählervereinigung der Freiwilligen Feuerwehr an. Die Wahlbeteiligung betrug 69,1 %.

## Wirtschaft und Infrastruktur

### Verkehr
Östlich von Bethenhausen zweigt von der Landesstraße 1081 die Landesstraße 1079 nach Gera ab.
Den ÖPNV sichert die RVG Regionalverkehr Gera/Land. Mit der Linie 208 ist Bethenhausen unter der Woche im Zweistundentakt an Gera angebunden.

### Wasserver- und Abwasserentsorgung
Die Gemeinde Bethenhausen ist Mitglied im Zweckverband Wasser / Abwasser Mittleres Elstertal. Dieser übernimmt für die Gemeinde die Trinkwasserversorgung und Abwasserentsorgung.